# Judith von Thüringen
Judith von Thüringen (tschechisch: Judita Durynská; * vermutlich zwischen 1130 und 1135 auf der Wartburg; † 9. September nach 1174) war von 1158 bis 1172 Königin von Böhmen. Mit ihrem Namen ist die älteste Steinbrücke über die Moldau verbunden. 

## Leben

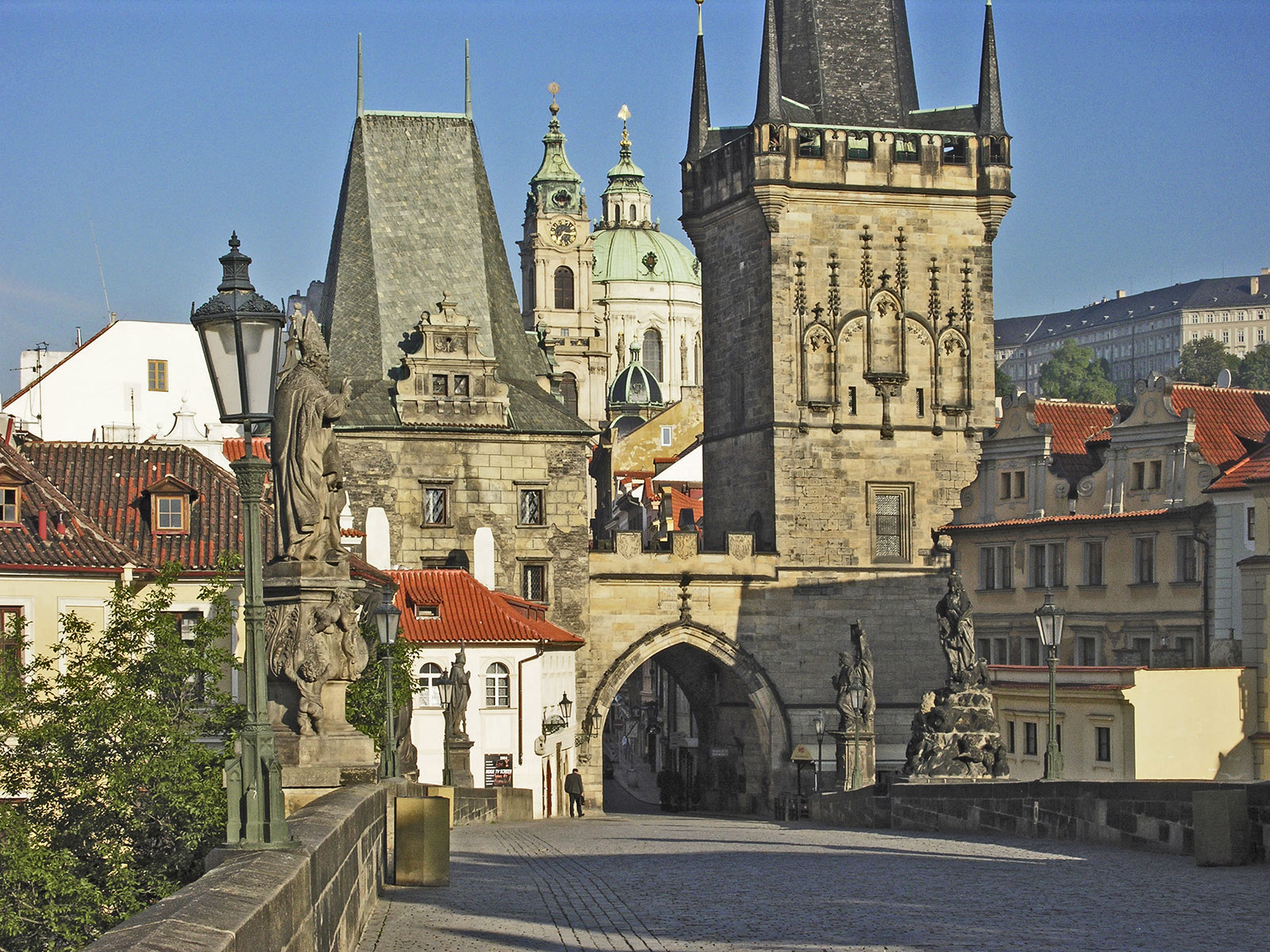
Die Brückentürme auf der Prager Kleinseite von der Karlsbrücke aus gesehen. Der kleinere linke Turm ist der Judithsturm.

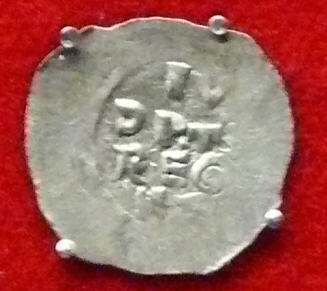
Judiths Hochzeitsdenar

Judith war die Tochter des Landgrafen von Thüringen Ludwig I. 1153 heiratete sie den etwa zwanzig Jahre älteren böhmischen Fürsten Vladislav II. Der Fürst war Witwer. Seine erste Frau Gertrud von Babenberg, die zwei Jahre zuvor verstorben war, hatte ihm vier Kinder hinterlassen. Judiths Ankunft in Böhmen wurde zunächst mit Misstrauen betrachtet, da der Prager Hof sich noch zu gut an ihre Vorgängerin erinnerte. Zwei Jahre nach ihrer Hochzeit kam Sohn Přemysl Ottokar zur Welt, der als erster Přemyslide den Namen des sagenhaften Dynastie-Gründers Přemysl getragen haben soll. Später gebar Judith noch einen zweiten Sohn Vladislav Heinrich sowie die Töchter Richsa und Agnes.
Judith war bestrebt, ihren Sohn Přemysl zu fördern; mit ihren Stiefkindern hatte sie dagegen oft Streit. Auf dem Hof führte sie westliche Kultur ein. Durch die Freundschaft mit dem Prager Bischof Daniel I., der zu den einflussreichsten Persönlichkeiten der damaligen böhmischen Politik gehörte, konnte sie auch politischen Einfluss auf den Fürsten nehmen. 1158 erhielt Vladislav II. von Friedrich Barbarossa für seine Hilfe in Italien die Königskrone. Judiths Krönung ist nicht schriftlich überliefert. Aus den Quellen geht aber hervor, dass ihr der Titel einer Königin zustand und dass sie ihn verwendete. Sie vertrat den Fürsten während seiner Abwesenheit und traf auch eigene, nicht immer populäre Entscheidungen. So setzte sie durch, dass ihre Verwandten Gotpold (1169) und Friedrich (1169–1179) nacheinander das Prager Bischofsamt besetzen konnten. 
Judith gründete mit Vladislav mehrere Klöster, unter anderem in den Jahren 1158–1164 das Benediktinerkloster in der nordböhmischen Stadt Teplice. In die Geschichte des Landes ging sie schließlich ein, als in den 1160er Jahren die erste steinerne Brücke über die Moldau gebaut wurde. Die Steinbrücke ersetzte eine ältere Holzbrücke, die 1157 nach einem Hochwasser unterging. Sie war 514 Meter lang, etwa 7 Meter breit und verfügte über 21 Bögen. Mittelalterliche Quellen nennen Judith als Bauherrin, und das Bauwerk trug ihren Namen. Inwieweit sie tatsächlich die Initiative zu dem Bauvorhaben ergriff, ist aber umstritten. Die Brücke wurde 1342 bei einem  Hochwasser zerstört und wenige Jahre später durch die berühmte Karlsbrücke ersetzt. Reste der Pfeiler und Brückenbögen sind bis heute in Prager Häusern und in der Moldau zu finden. Ebenfalls erhalten ist der ehemalige Brückenturm auf der Prager Kleinseite, der den Namen Judithsturm (Juditina věž) trägt.
Judith trug vierzehn Jahre den Titel einer Königin. Nachdem Vladislav 1172 ohne Zustimmung des Kaisers Friedrich Barbarossa zugunsten seines Sohnes Friedrich auf den Thron verzichtet hatte, wurde er zur Emigration ins Ausland gezwungen. Judith begleitete ihn nach Thüringen. Zwei Jahre später starb er auf Judiths Hochzeitsgut, der Burg Meerane, ohne dass er die Thronbesteigung seines Sohnes Ottokar Přemysl erlebt hätte. Judiths weiteres Schicksal ist unbekannt. Nach einer Analyse ihres Schädels starb sie im hohen Alter von etwa 75 bis 80 Jahren. Sie wurde in Teplitz in der Kirche des von ihr begründeten Klosters bestattet.